# Marit Ishol Skoganová
Marit Ishol Skoganová (* 7. července 1998 Steinkjer) je norská biatlonistka.
Ve světovém poháru debutovala v listopadu 2023 v  Östersundu, kde obsadila ve vytrvalostním závodě 10. místo.
Ve své dosavadní kariéře zvítězila ve Světovém v jednom kolektivním závodě. Jejím doposud nejlepší individuálním výsledkem je třetí místo ze stíhacího závodu z Lenzerheide z prosince 2023.

## Vítězství v závodech světového poháru, mistrovství světa a olympijských hrách

### Kolektivní
| Č. | sezóna    | datum             | místo                | disciplína |
| -- | --------- | ----------------- | -------------------- | ---------- |
| 1. | 2023/2024 | 10. prosince 2023 | Hochfilzen, Rakousko | štafeta    |